# Bulbophyllum piliferum
Bulbophyllum piliferum là một loài phong lan thuộc chi Bulbophyllum.